# Centre hospitalier universitaire de Yaoundé
Le Centre Hospitalier et Universitaire de Yaoundé, aussi appelé CHU de Yaoundé est l'un des principaux hôpitaux de Yaoundé, au Cameroun. 

## Situation
L'établissement s'étend au sud de la rue de Mélen, dans le quartier du même nom de la commune d'arrondissement de Yaoundé III, au nord de la faculté de médecine et des sciences biomédicales et à l'ouest du centre international de référence Chantal Biya. 

## Histoire
Il a été fondé par un décret présidentiel du 28 octobre 1965.

## Missions
Il a pour objectif de former des médecins généralistes capables de diagnostiquer et de traiter un large éventail de maladies et de dispenser une éducation à la santé.